# Fibrilina 1
La fibrilina 1 (FBN1) es una proteína codificada en humanos por el gen FBN1.
La fibrilina 1 pertenece a la familia de las fibrilinas. Es una proteína grande, se localiza en la matriz extracelular y está glicosilada. Actúa como un componente estructural  de las microfibrillas de 10-12 nm que unen calcio. Estas microfibrillas actúan como apoyo estructural en el tejido conectivo elástico y no elástico de todo el cuerpo. 
Se han asociado mutaciones de este gen con el síndrome de Marfan, ectopia lentis aislada, síndrome de Weill-Marchesani autosómico dominante, síndrome de MASS y craneosinostosis de Shprintzen-Goldberg.